# 컨슈머 네트워크
컨슈머 네트워크(consumer network)의 개념은 사람들이 소셜 네트워크에 참여함으로써 소비자로서의 행동에 영향을 미친다는 인식을 표출한다. 정보 교환, 모방 따위의 컨슈머 네트워크 내의 상호작용은 신고전주의적인 소비자의 선택 이론과 관련되지 않고도 수요와 공급 산출에 영향을 줄 수 있다.

## 경제학
이 주제에 대한 경제 연구는 풍부하지는 않다. 컨슈머 네트워크를 표준 미시경제 모형으로 통합하는 시도 속에서 시장 구조, 시장역학, 기업의 이윤 극대화 결정과 관련한 일부 흥미로운 관계들이 발견된다.
컨슈머 네트워크의 구조가 시장 구조에 영향을 미칠 수 있다는 가정들이 증명되고 있다. 특정한 시나리오에서 소비자들이 습관적으로 소비하는 제품을 그들의 지인들과 비교하는 경향이 높은 환경에서는 균형 시장(equilibrium market)의 구조는 과점 상태에서 독점 상태로 전환할 수 있다.
다른 모형에서 작은 세상의 컨슈머 네트워크들이 기업의 이윤 극대화로 통합하는 환경에서 네트워크의 밀도가 기업이 부과하는 최적의 가격과 최적의 소개료(referral fee)에 상당한 영향을 미치는 것으로 증명되고 있다. 한편 네트워크의 크기는 이들에 중대한 영향을 미치지는 않는다.
2007년 한 연구소 실험에 따르면, 컨슈머 네트워크의 밀도가 증가하면 도덕적 위험에 의해 유발된 시장의 비능률적인 부분들을 감소시킬 수 있다. 소비자들이 다른 이웃들과 정보를 교환하는 능력은 기업들의 인센티브를 증가시켜 고품질 제품 판매를 통하여 명성을 쌓게 한다. 낮은 수준의 밀도 또한 경험에만 의지하는 격리된 소비자들에게서 발견되었다.

## 마케팅
입소문 마케팅, 구전 마케팅, 네트워크 마케팅 따위의 기술들을 통한 마케팅 목적으로 컨슈머 네트워크를 활용하는 일은 마케터(marketer)들에 의해 실험이 증가되는 추세인데, "소비자 네트워크 분야의 일부 개발이 경험적 연구를 앞서며 일부는 기존에 수긍되고 있는 이론조차도 앞서는 것으로 보이는" 정도에까지 이른다.

## 참조
1. ↑  Itoh, Satoshi; Murakami, Yasuyuki; Iba, Takashi (2006). 《Consumer Network and Market Dynamics》 (PDF)..
2. ↑  Jun, Tackseung; Kim, Jeong-Yoo; Kim, Beom Jun; Choi, M.Y. (2006). 《Consumer referral in a small world network》 (PDF). 《Social Networks》 28. 232–246쪽..
3. ↑  Huck, Steffen; Lünser, Gabriele K.; Tyran, Jean-Robert (2007). 《Consumer networks and firm reputation: A first experimental investigation》 (PDF)..
4. ↑  Van den Bulte, Christophe (2010). "Opportunities and Challanges in Studying Customer Networks" P. 7 in Stefan H.K. Wuyts et al. (eds.) The Connected Customer: The Changing Nature of Consumer and Business Markets, Routledge.

## 같이 보기
- 입소문 마케팅
- 구전 마케팅
- 다단계 마케팅